# Fleur Jaeggy
Fleur Jaeggy, född 30 juli 1940 i Zürich i Schweiz, är en schweizisk författare som skriver på italienska och också bott större delen av sitt liv i Italien. Jaeggy flyttade till Rom, där hon bland annat umgicks med de österrikiska författarna Ingeborg Bachmann och Thomas Bernhard, 1968 flyttade hon till Milano och gifte sig med den italienske författaren och förläggaren Roberto Calasso.